# Første aliyah
Første aliyah var den første moderne store bølge af zionistisk aliyah. Jøderne som også udvandrede til Palæstina i denne bølge kom for det meste fra Østeuropa og Yemen. Udvandringsbølgen begyndte i 1881/1882 og varede frem til 1903. Det er anslået at mellem 25.000og 35.000 jøder immigrerede til det osmanniske Palæstina i løbet af den første aliyah.